# المنازل (السدة)

تعديل مصدري - تعديل

المنازل هي إحدى قرى عزلة التويتي بمديرية السدة التابعة لمحافظة إب، بلغ تعداد سكانها 791 نسمة حسب تعداد اليمن لعام 2004.